# Petter Seman
Anders Petter Seman, född 25 april 1843 i Dalby socken, Uppland, 17 maj 1892 i Lund, var en svensk apotekare.
Petter Seman var son till statdrängen Anders Christophersson Seman. Efter skolgång i Uppsala blev Seman apotekselev 1856 samt avlade farmacie studiosiexamen 1860 och apotekarexamen 1865. Han tjänstgjorde därefter vid apotek i Uppsala, Karlskrona, Göteborg och Stockholm samt hade 1867–1868 anställning hos drogfirman Gehe & Co. i Dresden. Från 1887 innehade han apoteket Kronan i Malmö. Seman angås vara en av Sveriges skickligaste farmaceuter på sin tid. Han utgav bland annat Pharmaca composita et præparata chemica... (1876, 1) och Handköpstaxa (1877, 1879).